# Komunální volby 1927 (Československo)
Komunální volby 1927 byly volby do zastupitelstev obcí konané v roce 1927 v prvorepublikovém Československu.
Volby probíhaly v době, kdy již vládla třetí vláda Antonína Švehly, takzvaná Panská koalice sdružující pravicové a středové politické strany české i německé. Do voleb proto Československá sociálně demokratická strana dělnická i její německý protějšek Německá sociálně demokratická strana dělnická v ČSR šly už jako opoziční formace, s ostřejší rétorikou, díky čemuž ve volbách posílily. Další změny politické mapy přinesly pak zemské volby v roce 1928, ve kterých nekomunistická levice dále posílila.
| Město            | Rozdělení hlasů a (mandátů) |
| Hradec Králové   | ČSND 1778 hlasů (8 mandátů), ČSDSD 1593 (7), ČSL 1089 (5), ČSNS 919 (4), Nár. str. práce 847 (4), KSČ 398 (2), RSZML 277 (1), Str. domova 155 (1) |
| Kolín            | ČSNS 3011 (11), ČSDSD 2683 (10), ČSL 1129 (4), ČSND 1031 (4), KSČ 794 (2), ČŽOSS 661 (2), Občan. klub (opozice proti ČSND) 358 (1), Nár. str. práce 331 (1), RSZML 291 (1), Stříbrný 66 (0) |
| Kroměříž         | ČSL 2707 (12), KSČ 1057 (5), ČSND 986 (5), ČSNS 884 (4), ČŽOSS 721 (3), Nár. str. práce 565 (3), ČSDSD 549 (2), Židé 202 (0), Malozemědělci 195 (1), Inteligence RSZML 154 (1) |
| Litoměříce       | DNP 2467 (11), DCV 1340 (6), KSČ 873 (3), něm. hosp. str. 818 (3), ČSNS 704 (3), DNSAP 501 (2), DSAP 441 (2), ČSDSD 440 (2), ČSL 296 (1), ČŽOSS 289 (1), něm. žid. str. 263 (1), ČSND 253 (1), DDFP 148 (0) |
| Most             | ČSNS 2298 (7), DCV 2281 (7), DNP 1984 (6), KSČ 1960 (5), DSAP 1945 (5), DNSAP 1498 (4), ČSDSD 913 (2), něm. dem. 518 (1), ČŽOSS 472 (2), ČSND 354 (1), Žid. hosp. str. 338 (0), ČSL 160 (0) |
| Nový Jičín       | DSAP 1915 (9), DNP 1834 (9), DCV 1041 (5), ČSDSD 576 (3), ČSL 551 (3), něm. živn. 379 (1), KSČ 252 (1), ČSND 240 (1), ČŽOSS 154 (1), Nár. str. práce 148 (0), ČSNS 110 (0) |
| Praha            | ČSNS 96538 (23), ČSND 71043 (17), KSČ 70416 (17), ČSDSD 47103 (12), ČŽOSS 26634 (6), ČSL 25532 (6), Nár. str. práce 12561 (3), Stříbrný 11158 (2), DDFP 10404 (3), Nepol. hosp. sk. 9773 (2), Nár. obč. blok 9473 (2), Žid. str. 8205 (2), Str. domova 7316 (2), RSZML 6756 (2), DNP+DNSAP 3631 (1), Něm. blok 2268 (0), DSAP 1982 (0) |
| Přerov           | ČSL 2312 (9), ČSDSD 2054 (8), KSČ 2004 (7), ČSNS 1342 (5), ČSND 1240 (5), ČŽOS 951 (4), Nár. str. práce 537 (2), NOF 433 (1), RSZML 192 (1), Domovináři 125 (0) |
| Ústí nad Labem   | DSAP 6553 (11), DNP 4617 (8), KSČ 3271 (6), DNSAP 3193 (5), něm. dem. 1819 (3), ČSNS 1495 (3), DCV 1488 (3), ČSND 454 (1), ČŽOSS 411 (1), něm. živn. 430 (1), DDFP 316 (1), ČSDSD 231 (0), Nár. str. práce 205 (0) |
| Veselí na Moravě | ČSL 579 (9), KSČ 323 (5), ČSDSD 243 (4), ČSNS 229 (3), ČŽOSS 178 (2), Samost. živnostn. 122 (2), Nár. str. práce 102 (1), Židé 92 (1), Prchlý 83 (1), RSZML 71 (1), ČSND 54 (1) |
| Zlín             | Baťovci 4553 (25), KSČ 326 (2), ČŽOSS 228 (1), ČSL 228 (1), ČSNS 155 (1), ČSDSD 69 (0) |
| Žďár             | ČSL 436 (7), ČSNS 339 (5), KSČ 312 (5), ČŽOSS 203 (3), RSZML 151 (3), Občan. skup. 140 (3), ČSDSD 135 (2), ČSND 115 (2) |